# 侵佔 (法律)
侵佔（或稱轉為己用或非法挪用）是一種違法行為。它在普通法中屬蓄意侵權行為，相當於刑事法律中的盜竊罪（larceny或theft）及刑事侵佔（criminal conversion）。在英格蘭及威爾斯，侵佔是嚴格法律責任侵權行為。在部分普通法司法管轄區，刑事侵佔是比盜竊罪較輕的刑事罪行。
侵佔的要素有：意圖將他人的實體或無形財產轉為自己管有及使用；所涉財產繼而被非法挪用。

## 英格蘭及威爾斯
《1901年盜竊罪法令》（Larceny Act 1901）訂立了欺詐性侵佔（fraudulent conversion）的罪行，現已廢除。
《1916年盜竊罪法令》（Larceny Act 1916）第20及21條分別訂立了侵佔（conversion）及受託人作出侵佔（conversion by trustee）的罪行，現已廢除。
侵佔的罪行現由《1968年盜竊罪法令》第1(1)條訂立的盜竊罪（theft）取代，兩者含義略有不同。《1968年盜竊罪法令》第1(1)條訂定：「如任何人不誠實地挪佔屬於另一人的財產，意圖永久地剝奪該另一人的財產，即屬犯盜竊罪，而『竊賊』（thief）及『偷竊』（steal）亦須據此解釋。」

## 中華民國
《中華民國刑法》第三十一章 侵占罪

- 第335條 普通侵占罪
- 第336條 公務或業務侵占罪
- 第337條 遺失物罪
- 第338條 能量準用及告訴乃論規定

在中華民國法律中，侵占是指「持有他人之物」者，以自己所有之意思而為占有；換言之，侵占者本身係基於一定的法律关系而合法持有該物（例如借貸契約、无因管理等），卻在支配關係存續中轉念將該物納為自己所有。實務上則將侵占視為一種特殊的背信行為。

## 中華人民共和國
《中华人民共和国刑法》第五章 侵犯財產罪
第270條

1. 將代為保管的他人財物非法佔為己有，數額較大，拒不退還的，處二年以下有期徒刑、拘役或者罰金；數額巨大或者有其他嚴重情節的，處二年以上五年以下有期徒刑，並處罰金。
2. 將他人的遺忘物或者埋藏物非法佔為己有，數額較大，拒不交出的，依照前款的規定處罰。
3. 本條罪，告訴的才處理。